# David Hammond (Schwimmer)
David Thurwell Hammond (* 5. Januar 1881 in Chicago; † 3. Februar 1940 in Miami) war ein US-amerikanischer Schwimmer und Wasserballspieler.

## Karriere
Hammond war 1904 Teilnehmer der Olympischen Spiele in St. Louis. In den Individualdisziplinen über 100 Yards Freistil und 100 Yards Rücken nahm er jeweils am Finale teil. Auch für den Wettkampf über 50 Yards Freistil war der US-Amerikaner gemeldet, trat aber nicht an. Im Mannschaftswettbewerb über 4 × 50 Yards Freistil gewann er mit der Staffel der Chicago Athletic Association Silber. Mit dem Team der Chicago Athletic Association nahm er außerdem am Wettbewerb im Wasserball teil. Auch hier sicherte sich die Mannschaft Silber.